# Ludacris
Ludacris (født Christopher Brian Bridges den 11. september 1977 i Champaign, Illinois) er en amerikansk rapper og skuespiller. Han er fætter til R&B-artisten Monica, og har vundet tre Grammy Award i løbet af sin karriere. Han flyttede til Atlanta i Georgia hvor han til sidst blev kendt, først som radio-DJ og så som en af de mest berømte rappere fra sydstatene. Sammen med sin manager, Chaka Zulu, grundlagde han Disturbing tha Peace, et pladesleskab, der blev distribueret af Def Jam Recordings. Ludacris har solgt over 13 millioner album bare i USA. 
Hans foreløbige sidste album, Release Therapy, indeholder hit-singlerne "Money Maker" og "Runaway Love". I "Runaway Love" synger han med Mary J. Blige. Sangen handler om det at mange børn i USA løber hjemmefra. I hvert af de tre vers fortæller Ludacris om tre piger: Lisa, Nicole og Erica, som alle har problemer med familien, og løber hjemmefra. 
Theater of the Mind er Ludacris' sjette album, som blev udgivet i 2008.

## Diskografi
- 2000: Back for the First Time
- 2001: Word of Mouf
- 2003: Chicken and Beer
- 2004: The Red Light District
- 2006: Release Therapy
- 2008: Theater of the Mind

## Filmografi
- 2001: The Wash
- 2003: 2 Fast 2 Furious
- 2003: Lil' Pimp
- 2004: Crash
- 2005: Hustle & Flow
- 2006: The Heart of the Game (Narrator)
- 2006: Law and Order: SVU (Dairus Parker)
- 2007: Law and Order: SVU (Dairus Parker)
- 2007: The Simpsons (Ludacrest)
- 2007: Fred Claus
- 2008: Ballers
- 2008: Balfield mobs
- 2008: RocknRolla
- 2008: Max Payne
- 2008: Luda Camp
- 2009: Courtney and Me
- 2009: Gamer
- 2010: Break your heart
- 2011: Fast Five
- 2013: Fast and furious 6
- 2015: Fast & Furious 7